# Шребер, Даниэль Готлиб Мориц
Даниэль Готлиб Мориц Шребер (нем. Daniel Gottlob Moritz Schreber; 5 ноября 1808, Лейпциг — 10 ноября 1861, там же) — известный немецкий врач и социальный педагог, профессор Лейпцигского университета, доктор медицины.

## Биография
Даниэль Готлиб Мориц Шребер родился в евангелическо-лютеранской семье адвоката Йоханна Готтхильфа Даниэля Шребера. После окончания гуманитарной гимназии святого Фомы в Лейпциге, поступил на медицинский факультет университета родного города. Через семь лет, в 1833, он окончил учебное заведение, получив степень доктора медицины.
Затем нанялся личным врачом к путешествовавшему по Европе русскому князю Алексею Соморевскому и в течение трёх лет сопровождал его в поездках по Германии, Австрии, Бельгии, Франции и Англии.
В 1836 открыл собственную практику в Лейпциге и начал работать врачом-ортопедом.
С 1843 до самой смерти Шребер возглавлял частную лечебницу, занимавшуюся оздоровительной гимнастикой и ортопедией. Главным образом, здесь работали над неправильной осанкой у детей и взрослых.

## Научная деятельность
Основной деятельностью Шребера была работа со слабыми болезненными детьми. Его труды касались, в основном, здоровья детей и социальных последствий индустриализации городской жизни. Шребер был занят поиском путей гармоничного и здорового развития детей. Одной из его центральных идей было создание небольших садов, где каждому ребенку выделялось по паре грядок. Дети должны были самостоятельно ухаживать за растениями, а затем самостоятельно собирать с них урожай.
Благодаря этому и пропагандируемым им небольшим садовым участкам для городских жителей, которые в Германии теперь называют "шребергартен (нем. Schrebergärten) имя Даниэля Шребера вошло в немецкий язык.
В настоящее время многие специалисты называют Шребера предшественником природной медицины.
Даниэль Готлиб Шребер — автор нескольких книг о физическом воспитании и врачебной гимнастике, правильного и гармоничного воспитания человека с самого рождения. Среди них — крайне популярная в своё время брошюра «Комнатная оздоровительная гимнастика». Эта его работа выдержала не менее 30 изданий, а также книга «Каллиопедия, или воспитание чувства прекрасного». В ней изложены представления Шребера о том, как надо растить ребенка.
Он рекомендовал обращаться с детьми, которые еще не достигли годовалого возраста. Его мечтой было создание лучшего, более совершенного вида людей. В связи с этим сто лет спустя Шребера посчитали предвестником расовой теории национал-социалистов.
Д. Шребер придумывал специальные конструкции, которые подобно корсету должны были создавать правильную осанку у детей при ходьбе и сидении. Деревянная конструкция фиксировала голову в прямом положении относительно торса. Свои теории он проверял на собственных детях. Пытаясь создать из них совершенных людей, Шребер заставлял своих детей даже спать с выдуманным им корсетом.

## Избранные научные труды
Известен также своими работами:
- Das Buch der Gesundheit (Лейпциг, 1839; 2-е изд., 1861);
- Kinesiatrik oder die gymnastische Heilmethode (Лейпциг, 1852);
- Die planm ässige Schä rfung der Sinnesorgane (Лейпциг, 1859);
- Aerztliche Zimmergymnastik (1855; 26-e изд. 1896);
- Kallip ädie oder Erziehung zur Schö nheit (1888; 2-е изд., переработано под названием «Das Buch de r Erziehung», 1882);
- Ueber Volkserziehung (1860);
- Das Pangymnastikon oder das ganze Turnsystem an einem einzigen Gerät (1863; 2-е изд., 1875) и др.

## Семья
В браке с Луизой Генриеттой (в девичестве Хаасе) родилось пятеро детей: три дочери и два сына. В результате экспериментов, из пяти детей Шребера четверо закончили жизнь в психиатрических лечебницах, в том числе Даниэль Пауль.